# Катопума Темінка
Катопума Темінка (Catopuma temminckii) — вид ссавців з підродини малих кішок (Felinae), який мешкає в тропічних лісах Південно-Східної Азії. Раніше цей вид відносили до нині скасованого роду золотих кішок через зовнішню схожість. Сьогодні вважається, що її схожість із золотою кішкою, що зустрічається в Африці, заснована на конвергентній еволюції. Нещодавні генетичні дослідження (O'Brien & Johnson, 2006) виявили найбільшу спорідненість P. temminckii з мармуровою кішкою та гнідою кішкою.

## Етимологія
Вид названо на честь нідерландського зоолога Конрада Якоба Темінка, який дав опис африканській золотій кішці (Caracal aurata), та багатьом іншим видам тварин.

## Еволюція
Проведені генетичні дослідження показали, що філогенетична лінія роду Pardofelis відділилася від лінії спільного предка 9.4 млн років тому, види Pardofelis temminckii і Pardofelis badia розділилися приблизно 4 млн років тому, задовго до поділу Зондських островів. Ці два види були представниками роду Catopuma, поки у 2008 році не були переміщені МСОП до роду Pardofelis.
Філогенетичне дерево родів Pardofelis і Catopuma
|  | Pardofelis marmorata                                                  |
|  |                                                                       |
|  | \| \| Catopuma temmincki \| \| \| \| \| \| Catopuma badia \| \| \| \| |
|  |                                                                       |
|  | Catopuma temmincki                                                    |
|  |                                                                       |
|  | Catopuma badia                                                        |
|  |                                                                       |

|  | Catopuma temmincki |
|  |                    |
|  | Catopuma badia     |
|  |                    |

## Зовнішність
P. temminckii більш ніж удвічі більша, ніж звичайна домашня кішка. Її довжина становить 90 см, не враховуючи хвоста, довжина якого становить 50 см. Висота в холці близько 56 см. Вага від 9 до 16 кг, самці більші за самиць. Густе хутро як правило золотого або бурого кольору, але зустрічаються й сірі чи чорні екземпляри. У деяких регіонах у P. temminckii більш-менш добре помітні плями на хутрі. На мордочці має чорно-білі смужки. Боки і живіт світліші. У всіх підвидів задня поверхня коротких, округлих вух чорна, в центрі злегка блідіша. Низ периферійної третини хвоста білий, а верх коричневий.

## Розповсюдження
Біосферою виду є виключно ліси, які можуть бути як тропічними, так і посушливими, і підніжжя гір південного Китаю, Бірми, Таїланду, В'єтнаму і Камбоджі. Зустрічаються ці кішки також в Непалі, Тибет та Суматрі. Кішка проживає від низовин до висот 3 000 метрів, інколи її бачать у відкритіших, скелястих областях.
Розрізняють три підвиди P. temminckii:
- Pardofelis temminckii temminckii (Vigors and Horsfield, 1827) — Гімалаї, материк Південно-Східної Азії і Суматра
- Pardofelis temminckii dominicanorum (Sclater, 1898) — південно-східний Китай
- Pardofelis temminckii tristis (Milne-Edwards, 1872) — південно-західний Китай

## Поведінка
P. temminckii живуть поодинці і є досить полохливими тваринами. Вони ведуть нічний спосіб життя, вміють добре лазити деревами, проте пересуваються переважно по землі. До їхньої здобичі відносяться миші, зайці, молоді олені і птахи.
Полюючи, P. temminckii вбивають меншу здобич укусом у потилицю, як це типово для котових. Птахів, які є більшими за голубів обскубують перед тим як почати їх їсти.
Вокальний репертуар P. temminckii включають свист, пирхання, муркотіння, гарчання, нявкання, булькання і можливо інші. Інші форми комунікації включають маркування запахом, мічення самцями територією сечею, тертя головою об'єктів і залишення відміток від кігтів.

## Цикл життя
Самиці в неволі показують суттєве збільшення в частоті запахового маркування протягом еструса. Водночас, вони часто труться шиєю і головою об неживі об'єкти. Кількість маркування запахом у самців також збільшується. Під час спарювання поведінка самців включала потиличний укус, але на відміну від інших дрібних котячих, укус був не безперервний.
Вважається, що період вагітності становить 78-80 днів. Потомство народжується раз на рік і зазвичай складається з єдиного кошеняти, хоча є записи народження до трьох дитинчат. Пара в зоопарку Веллінгтона народила десять виводків, кожен з яких складався з одного кошеняти; два виводки по одному кошеняті народилися у Вассенарському зоопарку в Нідерландах. Два виводки по двоє кошенят кожний народилося в приватному котячому розпліднику в Каліфорнії, але жоден з них не вижив.
Вага новонароджених від 220 до 250 грамів. Хутро розмальоване так само як і у батьків. Розплющують очі на 6-12 день. Вага подвоюється за три тижні від народження і потроюється за вісім. Пари, що злучаються, зазвичай відокремлюються, коли є підозра на вагітність, оскільки самці інколи вбивають кошенят; хоча спостерігався випадок одного самця-батька, який лизав своє кошеня, коли тому було дев'ять діб, і з того часу брав активну роль у його вихованні. Кошеня добре ходило у два тижні від народження, коли важило 650 грамів. У дев'ять із половиною тижнів від народження важило 1,3 кг.
P. temminckii досягає статевої зрілості у 18-24 місяці, а народжена в неволі самиця здатна народити, коли їй виповнюється 25 місяців. P. temminckii живуть у неволі приблизно 17 років, але середня тривалість життя в дикій природі, ймовірно, буде набагато меншою.

## P. temminckiiу місцевих культурах
У Таїланді навколо азійської дикої кішки існує маса легенд. Там її знають під ім'ям «вогненний тигр», а люди лісів вважають, що P. temminckii сприяє удачі. У одній з байок вона описується як дика і хоробра, і виявляється переможницею в битві з тигром. Вважається, що спалювання хутра P. temminckii проганяє тигрів з околиць, а носіння при собі хоча б одного волоса з її хутра, згідно з місцевими прикметами, захищає від нападу тигра. У Китаї P. temminckii вважається видом пардуса і відома як скельна кішка або жовтий пардус. Різні види забарвлення мають різні імена: ті, що з чорним хутром називають чорнильними пардусами, а з плямистим хутром називають кунжутовими пардусами.

## Загрози та збереження
Через вирубку лісів і полювання на P. temminckii вид став рідкісним. У Китаї її м'ясо вважають делікатесом, а кістки використовуються в традиційній китайській медицині. Селяни вважають її шкідником і через це вбивають; мисливці ж убивають заради хутра. 
До Червоного списку Міжнародного союзу охорони природи (МСОП) P. temminckii внесена як вид, що перебуває в близькому до загрозливого стані.
Внесена до Додатка I СІТЕС. Вона повністю захищена протягом більшої частини діапазону національним законодавством. Полювання заборонене в Бангладеш, Камбоджі, Китаї, Індії, Індонезії, на півострові Малайзія, в М'янмі, Непалі, Таїланді та В'єтнамі, регулюється в Лаосі. Немає ніякої правового захисту за межами охоронних районів в Бутані. Ареал кішки охоплює багато природоохоронних територій.

## Галерея

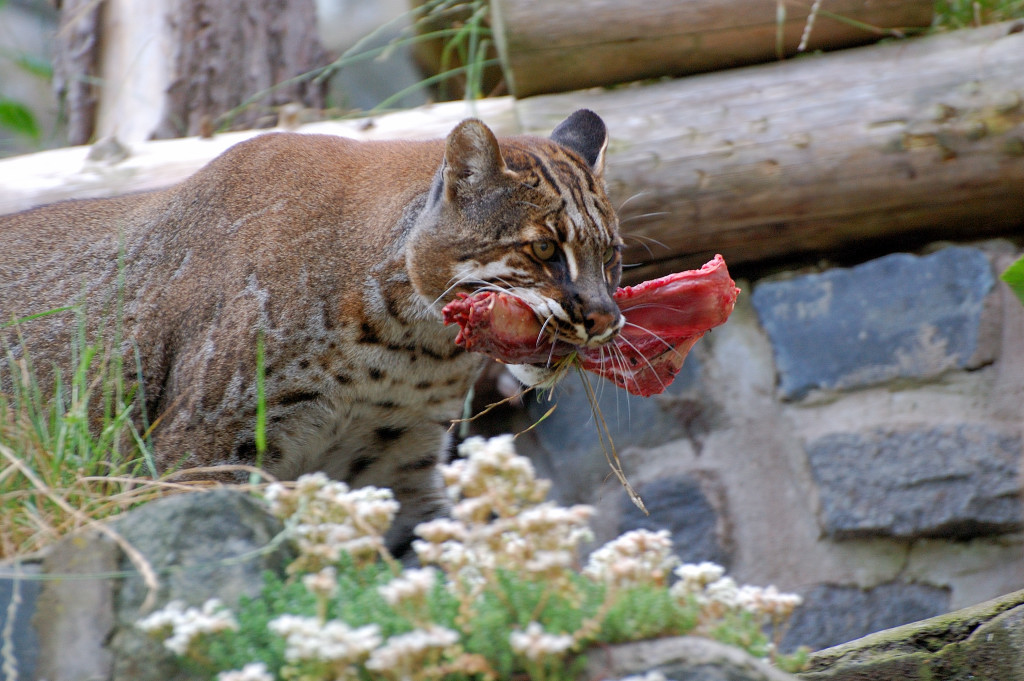
P. temminckii зі шматком м'яса
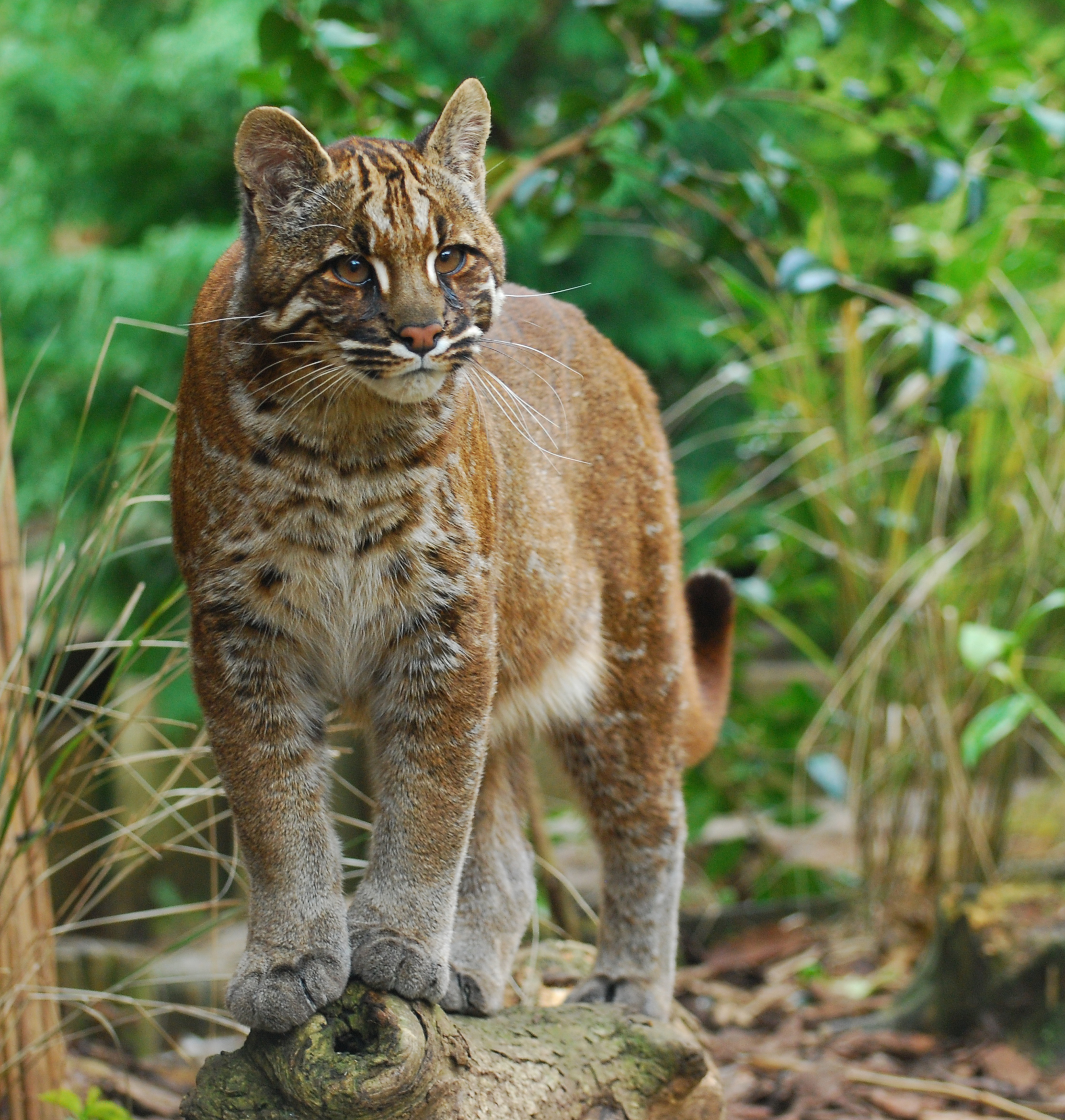
В Единбурзькому зоопарку, Шотландія
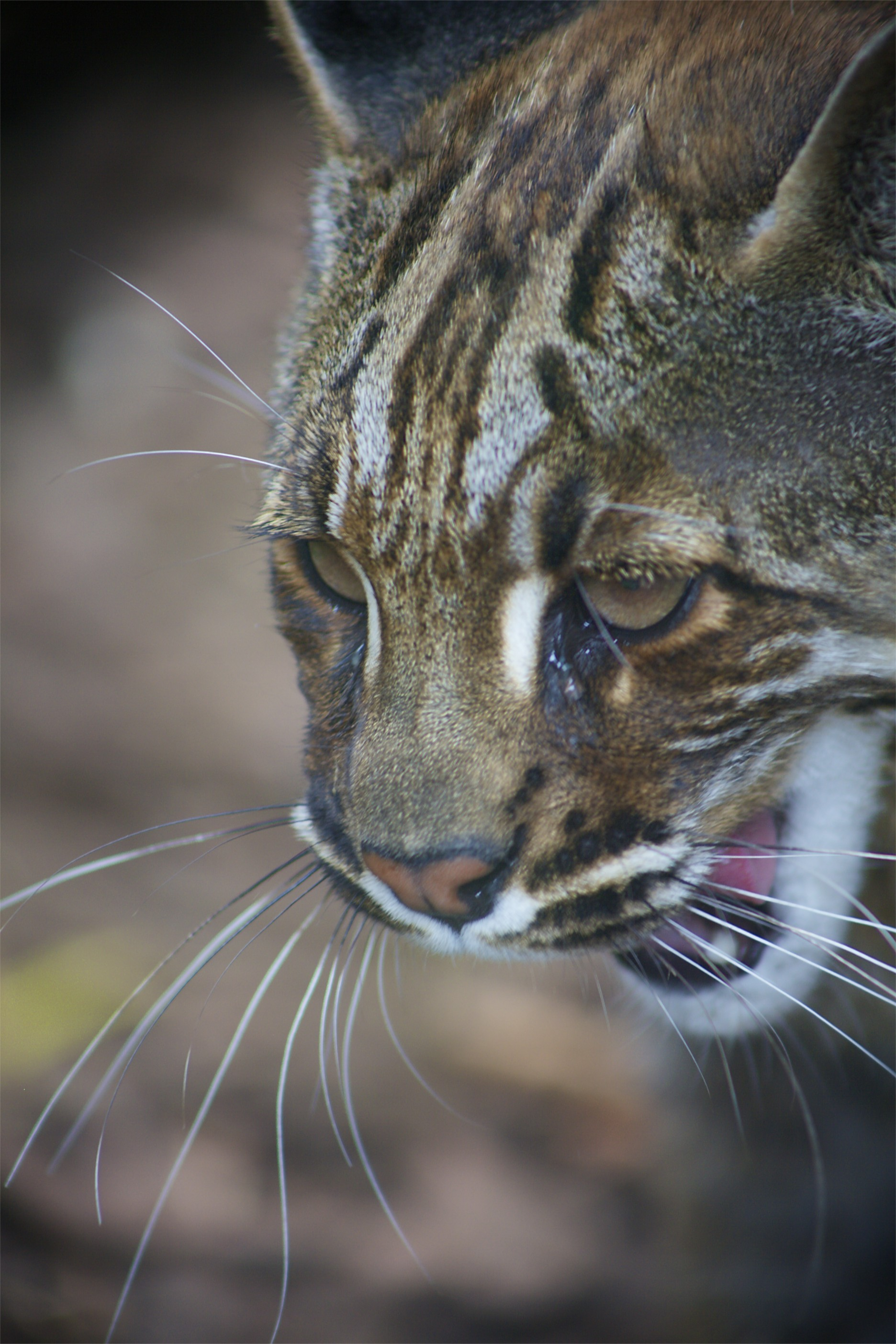
В Единбурзькому зоопарку, Шотландія
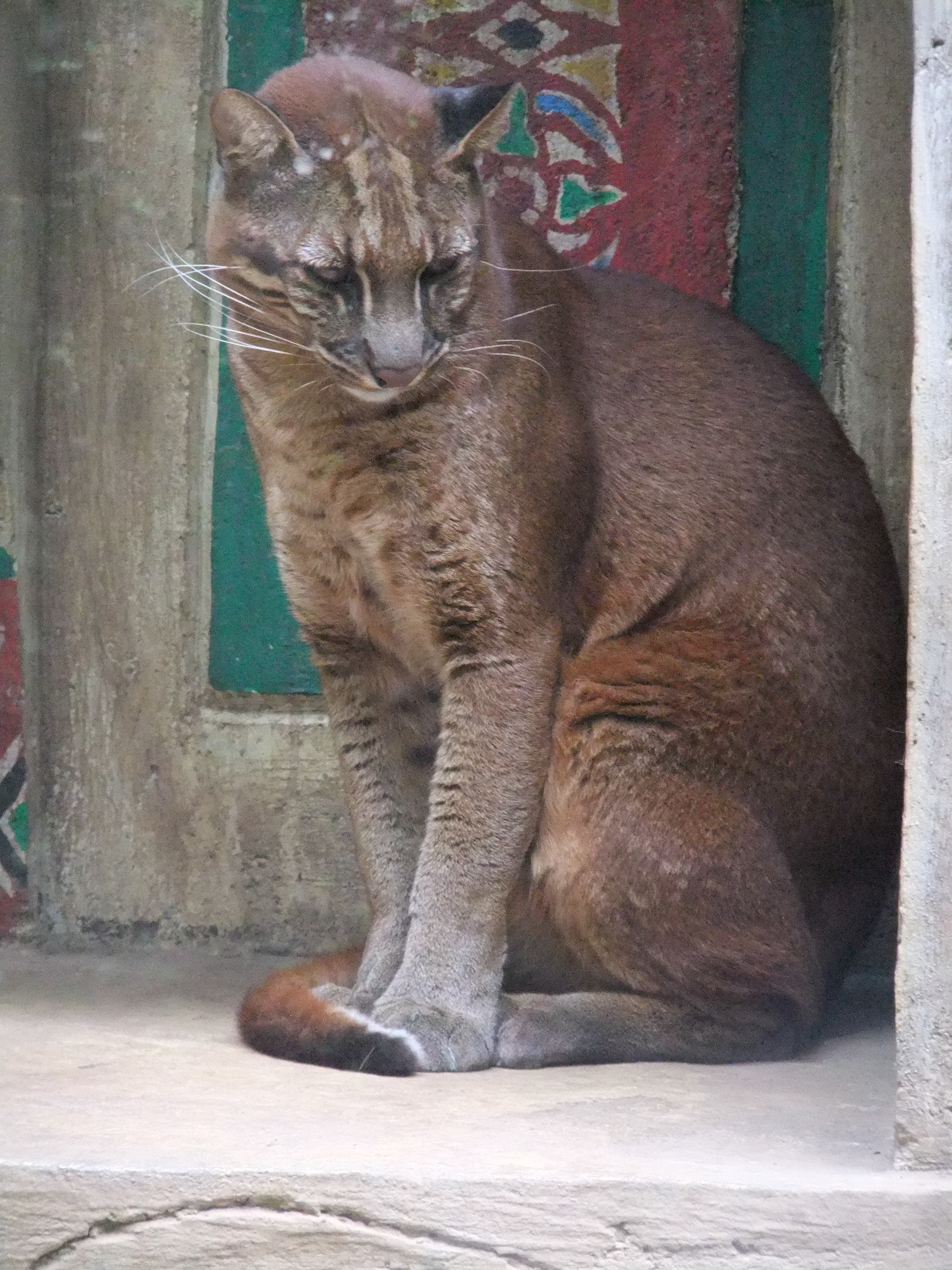
P. temminckii в Таманському Сафарі-парку в Індонезії
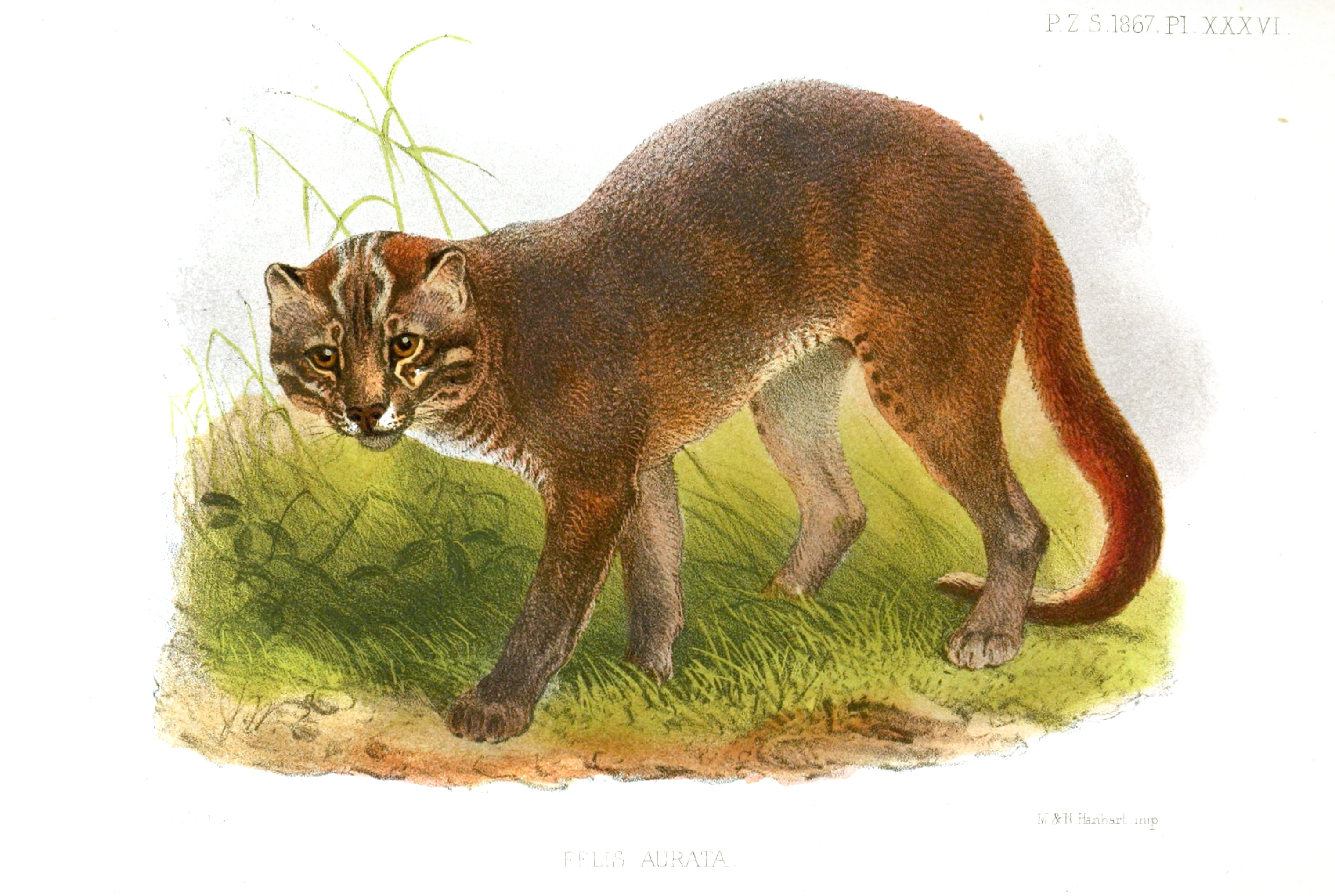
Ілюстрація в англ. Proceedings of the Zoological Society of London, 1867
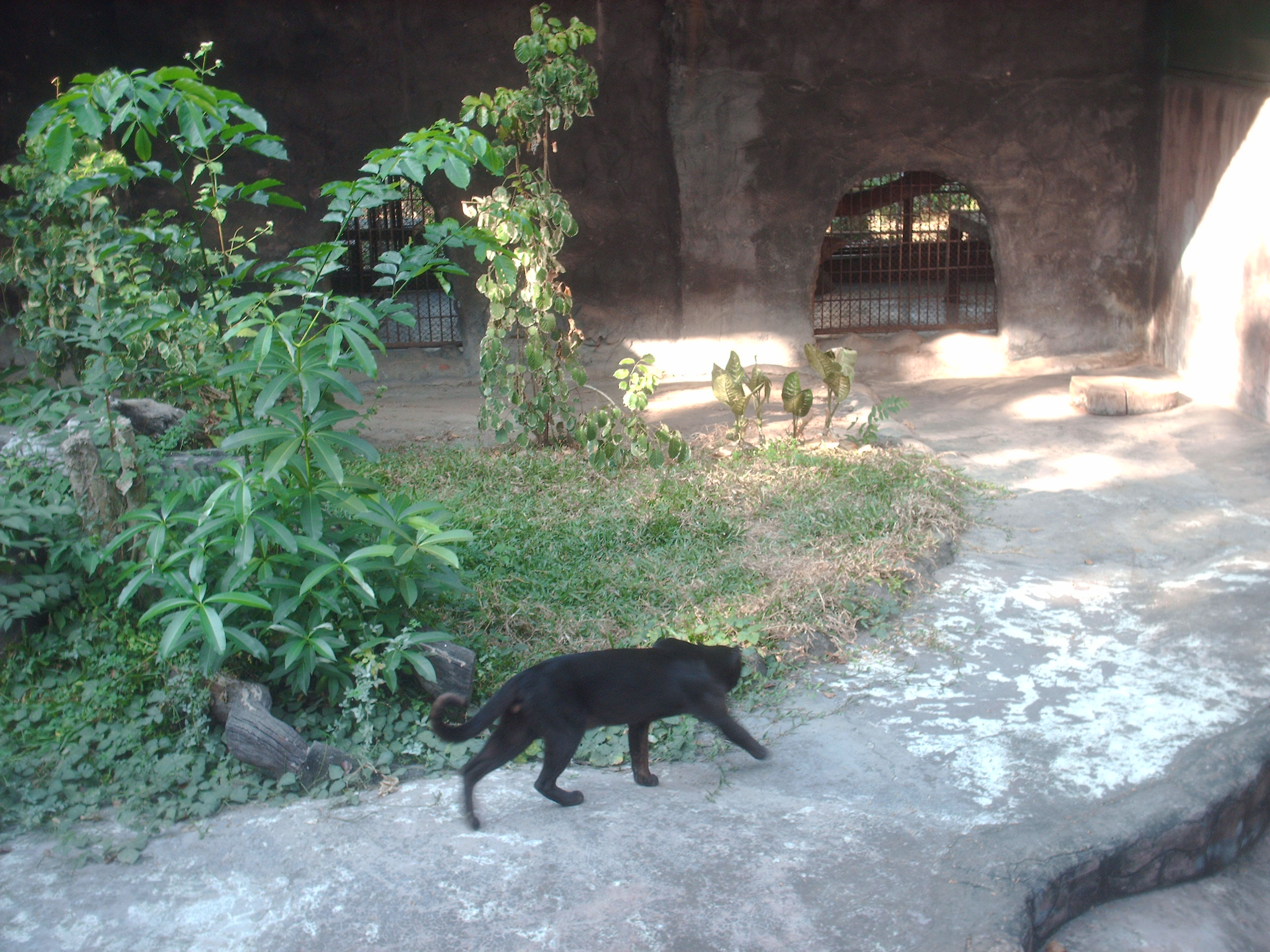
Меланіст